# Кастильєхо-Сьєрра
Кастильєхо-Сьєрра (ісп. Castillejo-Sierra) — муніципалітет в Іспанії, у складі автономної спільноти Кастилія-Ла-Манча, у провінції Куенка. Населення — 36 осіб (2010).
Муніципалітет розташований на відстані близько 130 км на схід від Мадрида, 34 км на північ від Куенки.

## Демографія
Динаміка населення (INE ):